# Rodwayia
Genre
Rodwayia est un genre de coléoptères de la famille des Ptiliidae.

## Liste d'espèces
Selon BioLib (4 mars 2021) :
- Rodwayia grandis Deane, 1930
- Rodwayia hirsuta Lea, 1912
- Rodwayia intercoaxalis Lea, 1919
- Rodwayia intercoxalis Lea, 1919
- Rodwayia minuta Lea, 1907
- Rodwayia occidentalis Lea, 1907
- Rodwayia orientalis Lea, 1907
- Rodwayia ovata Lea, 1907